# Ступінь стиску двигуна внутрішнього згоряння
Ступінь стиску двигуна внутрішнього згоряння (ДВЗ) (англ. compression ratio) — відношення об'єму робочого тіла на початку стиску, коли поршень перебуває у нижній мертвій точці (НМТ) в циліндрі двигуна до об'єму його в кінці стиску, коли поршень перебуває у верхній мертвій точці (ВМТ).
{\displaystyle {\mbox{CR}}={\frac {{\tfrac {\pi }{4}}b^{2}s+V_{c}}{V_{c}}}},
де: {\displaystyle b\;} — діаметр циліндра;
{\displaystyle s\;} — хід поршня;
{\displaystyle V_{c}\;} — об'єм камери згоряння, тобто, об'єм, що займає паливо-повітряна суміш у кінці такту стиснення, безпосередньо перед запалюванням.
У дизельних двигунах ступінь стиску становить 12…22, у двигунах з примусовим запалюванням — 6…10. Підвищення ступеня стиску супроводжується збільшенням потужності та ККД двигуна як теплової машини, але до певної межі, що пов'язане з погіршенням робочого процесу двигуна, надмірним зростанням навантаження на деталі циліндро-поршневої групи і кривошипно-шатунного механізму або з виникненням детонації.
Ступінь стиску ({\displaystyle \varepsilon }) є величиною безрозмірнісною. А пов'язана з ним інша величина, що носить назву «компресія» характеризує рівень зростання тиску робочого тіла, визначену в умовах роботи двигуна на такті стиску. Компресія, крім ступеня стиску, залежить від природи газу, що стискається та умов перебігу стискання. За адіабатичного стискання повітря залежність тиску в кінці стискання визначається за формулою:
{\displaystyle p=p_{0}\cdot \varepsilon ^{\gamma },}
де γ — 1,4 — показник адіабати для двоатомних газів (у тому числі повітря);
p0 — початковий тиск, зазвичай приймається рівним 1 атм.
Через відхилення від адіабатичності при стисканні у ДВЗ від теплообміну зі стінками, втрат через негерметичність, наявності пального стиснення робочого тіла вважають політропним з показником політропи n = 1,2.
При {\displaystyle \varepsilon =10} компресія у найкращому випадку буде становити 101,2 = 15,85 атм.
Детонація у двигуні з примусовим запалюванням  — ізохорний самоприскорюваний процес переходу горіння паливо-повітряної суміші у детонаційний вибух без виконання роботи з переходом енергії згоряння у зростання температури і тиску газів. Фронт полум'я поширюється зі швидкістю вибуху, тобто перевищує швидкість поширення звуку у даному середовищі і приводить до сильних ударних навантажень на деталі циліндро-поршневої та кривошипно-шатунної груп, що викликає посилене зношування цих деталей. Висока температура приводить до прогорання днищ поршнів та підгорання клапанів.
Поняття «ступінь стиску» не слід плутати з поняттям «компресія», яке означає максимальний тиск, що створюється в циліндрі при русі поршня від НМТ до ВМТ (приклад вказання параметрів: ступінь стиску — 10:1, компресія — 14 атм).